# شرف‌الدین قهرمانی
سرهنگ شرف‌الدین قهرمانی (۱۲۷۹–۱۳۲۱) نویسنده، مترجم، فرهنگ‌نویس و نظامی اهل ایران بود.

## زندگی‌نامه
وی در ۱۲۷۹ در تهران زاده شد. پدرش کیومرث میرزا عمیدالدوله بود. وی پس از آموزش‌های دبستان و دبیرستان، به آموزشگاه سن لوئی و سپس دارالفنون رفت و پس از آن در «مدرسهٔ نظام» به افسری رسید. در سال‌های پایانیِ سدهٔ سیزدهم خورشیدی (۱۲۹۷–۱۲۹۹)، در آتریاد همدان بود و به همراه رضاخان، کودتای سوم اسفند را انجام داد. در ۱۳۰۳، با درجهٔ ستوان یکمی برای آموزش خلبانی به شوروی رفت و پس از آموزش، با یک فروند هواپیمای خریداری‌شده به ایران بازگشت. شرف‌الدین قهرمانی در ۱۳۱۹ با درجهٔ سرهنگی به «جانشینی اداری» نیروی هوایی گماشته شد و در ۲۱ آذر ۱۳۲۱ به فرماندهی نیروی هوایی برگزیده شد. در ۲۸ دی ماه ۱۳۲۱، به فراخوان انگلیسی‌ها برای بازدید از پایگاه حبانیه و چگونگی جبههٔ مصر به عراق رفت. پرواز از مهرآباد برخاست؛ ولی شوربختانه پس از ساعتی از روی بدی هوا سرنگون شد و وی تنها پس از ۳۷ روز فرماندهی بر نیروی هوایی کشته شد. طی مراسمی رسمی، جنازهٔ وی تشییع و در گورستان ظهیرالدوله به خاک سپرده شد.
از سرهنگ قهرمانی به نام یک فرمانده و خلبان دانا نام برده شده‌است.

## کتابشناسی
از وی بیش از سی و هفت اثر به جای مانده است.
تألیفات
- «آموزش هوایی تاکتیک هوایی»
- «استتار توپ»
- «پیش‌آهنگ خلبان»
- «خدای می‌رساند»
- «شاهسون و دیوانه»
- «هواپیمایی»
- «ختم غائله سیمیتقو»
- «بی‌بی گلابی»

ترجمه‌ها
- «جاسوسی و جلوگیری از آن»
- «حکومت تزار و محمدعلی میرزا»
- «قوای سری در جنگ بین‌المللی»
- «فرهنگ جامع روسی به فارسی»
- «فرهنگ جامع فارسی به روسی»